# Soutiers
Soutiers is een plaats en voormalige gemeente in het Franse departement Deux-Sèvres in de regio Nouvelle-Aquitaine en telt 207 inwoners (2004). De plaats maakt deel uit van het arrondissement Parthenay.

## Geschiedenis
Soutiers is op 1 januari 2019 gefuseerd met de gemeente Saint-Pardoux tot de gemeente Saint-Pardoux-Soutiers. 

## Geografie
De oppervlakte van Soutiers bedraagt 5,4 km², de bevolkingsdichtheid is 38,3 inwoners per km².
De onderstaande kaart toont de ligging van Soutiers met de belangrijkste infrastructuur en aangrenzende gemeenten.

## Demografie
Onderstaande figuur toont het verloop van het inwonertal.